# Darin LaHood
Darin McKay LaHood (Peoria, 5 luglio 1968) è un politico statunitense, membro della Camera dei Rappresentanti per lo stato dell'Illinois dal 2015.

## Biografia
Figlio del politico Ray LaHood, Darin nacque e crebbe a Peoria e dopo la laurea in legge divenne avvocato. Per alcuni anni lavorò come procuratore in Illinois e in Nevada, poi nel 2008 perse le elezioni a procuratore di stato per la contea di Peoria.
Membro del Partito Repubblicano come suo padre, nel 2011 entrò a far parte della legislatura statale dell'Illinois per sostituire un collega dimessosi; venne poi confermato anche dagli elettori nella successiva tornata. Nel marzo del 2015 il deputato Aaron Schock, che aveva rimpiazzato alla Camera dei Rappresentanti proprio il padre di LaHood, si dimise in seguito ad alcune polemiche sul suo uso dei fondi federali e dei rimborsi spese: LaHood decise di prendere parte alle elezioni speciali indette per trovare un nuovo deputato e riuscì a vincere, approdando al Congresso.
Al contrario di suo padre, repubblicano moderato, LaHood è considerato un conservatore.